# Елене Хоштарія
Елене Хоштарія (груз. ელენე ხოშტარია; нар. 18 листопада 1979, Тбілісі) — грузинська політична діячка, депутат парламенту Грузії з 2016 року. З 2007 до 2012 роки — перший заступник міністра євроатлантичної інтеграції Грузії. Кандидат на виборах міського голови Тбілісі 2017 року.

## Політична кар'єра
Закінчила Московський державний інститут міжнародних відносин за фахом «міжнародні відносини». У 2002 році стажувалася у Московській Гельсінській групі та посольстві Грузії в Російській Федерації. З 2004 року — координатор міжнародних зв'язків, начальник управління міжнародних зв'язків Міністерства внутрішніх справ, заступник начальника управління міжнародних зв'язків та євроатлантичної інтеграції. У 2004—2006 роках — начальник відділу євроатлантичної інтеграції Міністерства з питань європейської та євроатлантичної інтеграції, у 2007—2012 роках — перший заступник міністра з питань європейської та євроатлантичної інтеграції.
З 2016 до 2020 року — депутат парламенту Грузії 9-го скликання, обрана за партійним списком виборчого блоку «Єдиний національний рух», з 2020 до 2022 року — депутат парламенту 10-го скликання, обрана від виборчого блоку «Бакрадзе, Угулава, Бокерія — Європейська Грузія — Рух за свободу». 28 грудня 2020 року вийшла з членів партії «Європейська Грузія». 8 березня 2021 року заснувала політичний рух «Дроа».
15 лютого 2022 року позбавлена депутатських повноважень через пропуски більше половини засідань парламенту.